# Kapital
Als Kapital bezeichnen die Wirtschaftswissenschaften die dauerhaft zur Produktion von Gütern zur Verfügung gestellten Produktionsmittel; in der Volkswirtschaftslehre ist das Kapital somit ein Produktionsfaktor, in der Betriebswirtschaftslehre sind es die Finanzierungsinstrumente, unterschieden in Eigen- und Fremdkapital, auf der Passivseite einer Bilanz. Angelehnt daran, bezeichnet Kapital in der Soziologie die Ressource, die den Menschen für die Durchsetzung ihrer Ziele zur Verfügung steht. Eine besondere Bedeutung nimmt das Kapital im Marxismus ein: Karl Marx verstand Kapital als abstrakten Wert, der sich durch Ausbeutung auszeichnet und einen quasi-religiösen Charakter annimmt.

## Etymologie
Etymologisch leitet sich das Wort von lateinisch capitalis („den Kopf“ oder „das Leben betreffend“) ab; dieses selbst lässt sich auf caput („Kopf“, „Hauptsache“) zurückverfolgen, zu welchem als Lehnwort das wohl in Venedig bereits im Jahre 1260 gebräuchliche cavedal entstand. Dieses Wort übernahm auch Luca Pacioli, als er 1494 verlangte, dass das Kapitalkonto das letzte der Hauptbuchkonten sein müsse (italienisch in questo cavedal quale conviene essere sempre l’ultima partita di tutti li quaderni). Im Jahre 1519 erschien vom Hauptbuchhalter von Jakob Fugger, Matthäus Schwarz, das Buch Dreyerlei Buchhalten, worin er neben dem Journal und Schuldbuch auch ein Güterbuch („Kaput“) erwähnte. 1527 tauchte das Kapital bei der Fuggerinventur als „Hauptguett und Zinns“ auf. Auch das Tagebuch des Lucas Rem aus 1532 bezeichnete das Handelskapital als „Hauptgut“ oder „Cavedal“. Wolfgang Schweicker erwähnte 1549 in seinem Lehrbuch den Buchungssatz „Für Casa [Kasse, d. Verf.] an Cauedal oder Hauptgut“, dem der Geschäftsvorfall der Kapitaleinzahlung zugrunde liegt.
Ab dem 16. Jahrhundert findet sich das italienische Lehnwort capitale („Vermögen“ im Sinne der Kopfzahl eines Viehbestandes) als Gegensatz zu den frisch geworfenen Tieren als „Zinsen“.

## Kapitalbegriff in der Volkswirtschaftslehre
Kapital meint im alltäglichen Sprachgebrauch Geld- oder Sachvermögen, das meist für den Güterumlauf bestimmt ist. Im volkswirtschaftlichen Sinne versteht man unter Kapital häufig alle bei der Erzeugung beteiligten Produktionsmittel, d. h. den Bestand an Produktionsausrüstung, der zur Güter- und Dienstleistungsproduktion eingesetzt werden kann. Diesen Bestand nennt man auch Kapitalstock, der Vorleistungsgüter enthält wie Werkzeuge, Maschinen, Anlagen usw., also Güter, die in einem früheren Produktionsprozess erzeugt wurden. Das Kapital in diesem Sinne ist der dritte Produktionsfaktor neben Arbeit und Boden.
Aber der Begriff wird nicht nur für die unmittelbar investierten Güter (Realkapital) benutzt, sondern auch für Geld, da Geld Verfügungsrecht über dieses Realkapital verschafft. Das Geld oder Geldkapital umfasst also finanzielle Mittel, die zur Erneuerung und Erweiterung des Kapitalstocks zur Verfügung stehen. Es spielt dabei keine Rolle, aus welchen Quellen wie Sparen, Unternehmensgewinn oder etwa Kredite Kapital zur Verfügung gestellt wird, denn kurzfristig ist für die Bildung von Realkapital nur Finanzierung, nicht aber vorausgehendes Sparen notwendig (Nettoinvestitionen). Im Marktgleichgewicht müssen allerdings geplante Realkapitalbildung und Sparen übereinstimmen.
Neben dem Real- und Geldkapital ist noch das auf Ausbildung und Erziehung beruhende Leistungspotenzial der Arbeitskräfte oder das Humankapital zu nennen. Dieser Begriff erklärt sich aus den zur Ausbildung dieser Fähigkeiten hohen finanziellen Aufwendungen und der damit geschaffenen Ertragskraft. Es wird davon ausgegangen, dass Humankapital bewusst durch Einsatz von Ressourcen wie Lernen und Trainieren produziert wird, aber auch „Learning by Doing“ unterstellt wird. In diesem Fall entsteht das Humankapital also als Nebenprodukt im Produktionsprozess.
Die Bildung von Kapital erhöht die Produktivität der übrigen Produktionsfaktoren und führt damit zu höheren Erträgen, die wiederum zur weiteren Kapitalbildung beitragen, aber auch die Voraussetzung einer besseren Entlohnung des Produktionsfaktors Arbeit sind.
Das Kapital besitzt – wie andere Wirtschaftsgüter – die Eigenschaft der Knappheit. Aus der Eigenschaft der Knappheit entsteht der Kapitalzins. Der Kapitalzins ist die Nutzungsgebühr des Kapitals. Die Knappheit des Kapitals kann natürlichen Ursprungs oder künstlich erzeugt worden sein. Das Kapital wird nur gegen eine Nutzungsgebühr, den Kapitalzins, eingesetzt.
Kapital entspricht aus betriebswirtschaftlicher Sicht (siehe unten) in seiner Höhe dem Vermögen. Das Eigentum kann in wenigen Händen oder in einer einzigen Hand konzentriert sein („Kapitalkonzentration“). Das Unternehmen tritt dann als Oligopol oder als Monopol auf.

### Kapitalmarkt
Kapital ist ein Wirtschaftsobjekt, das auf dem Kapitalmarkt gehandelt wird. Als Wirtschaftsobjekt ist hier nicht der Produktionsfaktor zu verstehen, sondern die auf diesem Markt als Handelsobjekte dienenden mittel- oder langfristigen Finanzierungsinstrumente. Marktteilnehmer sind alle Wirtschaftssubjekte (Privathaushalte, Unternehmen, der Staat mit seinen Untergliederungen (wie öffentliche Verwaltung und Staatsunternehmen oder Kommunalunternehmen). Sie treten als Kapitalgeber mit Kapitalangebot (Anleger), Finanzintermediäre (Kreditinstitute, Versicherungen, Investmentfonds) oder Kapitalnehmer durch Kapitalnachfrage auf. Handelsobjekte sind konkret mittel- oder langfristige Kredite (Investitionskredite, Kommunalkredite), Darlehen (Hypothekendarlehen, Immobilienfinanzierungen) oder Mezzanine-Kapital (Kreditmarkt), Anleihen jeder Art (Rentenmarkt), Aktien und Partizipationsscheine oder Genussscheine (Aktienmarkt). Sind die Handelsobjekte in Form von Wertpapieren verbrieft (Effekten: Aktien, Anleihen und Investmentzertifikate), so heißen sie Kapitalmarktpapiere und können wegen ihrer Verkehrsfähigkeit an der Wertpapierbörse gehandelt werden. Der Preis auf dem Kapitalmarkt ist verallgemeinernd der Kapitalmarktzins, der jedoch wegen der Verschiedenartigkeit der Finanzprodukte keinen einheitlichen Zins darstellt. Als Marktzins fungieren bei Anleihen die Emissionsrendite (Primärmarkt) oder die Umlaufrendite (Sekundärmarkt) bei Aktien die Dividendenrendite, bei Krediten der Kreditzins. Den einzigen organisierten Kapitalmarkt bilden die Börsen mit dem Börsenkurs.
Auch die übrigen Finanzmärkte (Geld-, Devisen- und Kreditmärkte) tauschen Handelsobjekte aus, die dem Kapital zugerechnet werden können.

### Kapital in der Volkswirtschaftlichen Gesamtrechnung (VGR)
In der VGR wird in der Regel vom Vermögen, weniger von Kapital gesprochen (z. B. Reinvermögen, Anlagevermögen, aber auch Kapitalstock, Brutto- und Nettogeldvermögen, Volksvermögen). Sucht man gesamtwirtschaftliche Daten über „Kapital“, muss man also in der VGR nach Daten über „Vermögen“ suchen.

## Kapitalbegriffe in der Betriebswirtschaftslehre
Kapital wurde bereits als zentraler Bestandsbegriff definiert. In der Betriebswirtschaftslehre gibt es einen weiteren klassischen und einen engeren modernen Kapitalbegriff. Beide Begriffsfassungen haben ihre eigene Berechtigung, allerdings sind die praktischen Konsequenzen der Begriffsunterschiede gering.

### Klassischer betriebswirtschaftlicher Kapitalbegriff

Grundaufbau einer Bilanz

Die in ihren ersten Anfängen aus der Buchhaltungslehre hervorgegangene Betriebswirtschaftslehre orientiert sich stark an Bilanzen. Einer der Erzväter der deutschen Betriebswirtschaftslehre, Eugen Schmalenbach, sieht im Kapital die abstrakte Wertsumme der Bilanz als klassischen betriebswirtschaftlichen Kapitalbegriff. Der Grundaufbau einer Bilanz lässt sich in Kontoform darstellen. Da die Bilanzsumme auf Aktiv- und Passivseite gleich ist (Vermögen = Kapital), sind so verstanden die Positionen auf beiden Seiten Kapital nach unterschiedlichen Einteilungen.
Auf der Aktivseite findet man als bestandbezogenes Äquivalent des betrieblichen Kapitals das Vermögen, welches anzeigt, in welchen konkreten Formen das Kapital in der Unternehmung Verwendung gefunden hat (Mittelverwendung). Das Vermögen ist die Gesamtheit aller im Unternehmen eingesetzten Wirtschaftsgüter und Geldmittel, die in Anlage- und Umlaufvermögen unterschieden werden. Das Anlagevermögen umfasst die Güter, die dem Unternehmen auf längere Dauer zu dienen bestimmt sind und das Umlaufvermögen bilden die Wirtschaftsgüter, die für gewöhnlich innerhalb eines kurzen Zeitraums in die Produktion eingehen oder umgesetzt werden (Vorräte, Forderungen, Wertpapiere, Zahlungsmittel).

Merkmale von Eigen- und Fremdkapital

Auf der Passivseite findet man das Kapital als Summe aller von den Kapitalgebern zur Verfügung gestellten finanziellen Mittel, d. h., sie zeigt an, woher die Mittel für die Vermögensgüter gekommen sind (Mittelherkunft). Üblicherweise wird es seiner Herkunft entsprechend in Eigenkapital (Beteiligungskapital) und Fremdkapital (Gläubigerkapital) gegliedert. Die Unterscheidung resultiert aus der rechtlich unterschiedlich geregelten Stellung der Eigen- und Fremdkapitalgeber. Eigenkapital umfasst jene Mittel, die von den Eigentümern einer Unternehmung zu deren Finanzierung aufgebracht oder als wirtschaftlicher Gewinn im Unternehmen belassen werden (Selbstfinanzierung). Das Fremdkapital hingegen ist die Bezeichnung für die ausgewiesenen Schulden der Unternehmung (Verbindlichkeiten und Rückstellungen mit Verbindlichkeitscharakter) gegenüber Dritten, die entweder rechtlich entstehen oder wirtschaftlich verursacht sind.
Zieht man vom Gesamtkapital oder Vermögen die Schulden (= Fremdkapital) ab, so erhält man das Eigenkapital oder auch Reinvermögen. Der Umstand, dass Vermögen und Kapital in verschiedenen Sichtweisen den gleichen Tatbestand darstellen, kommt auch im Sprachgebrauch zum Ausdruck, indem von gebundenem Kapital oder Vermögen oder auch betriebsnotwendigem Kapital oder Vermögen usw. gesprochen wird.

### Monetärer betriebswirtschaftlicher Kapitalbegriff
Innerhalb der Betriebswirtschaft wird das Kapital normalerweise in Form von Geldmitteln in ein bestehendes oder neu zu gründendes Unternehmen eingebracht, jedoch kann man auf das Medium Geld verzichten und das Kapital im klassischen Sinne in Form von Forderungen oder in Form eines sonstigen Vermögensgegenstandes einbringen. In diesem Fall erfolgen – gedanklich aufgespaltet – die Zuführung von Kapital einerseits und die Bindung von Kapital in ein bestimmtes Vermögensgut andererseits in ein und demselben Vorgang. Modellhaft lässt sich dann Kapital einfach als Geldmittel betrachten, die im Unternehmen eingesetzt werden. Der monetäre Kapitalbegriff ist enger als der klassische, weil er sich auf eine bestimmte Vermögensart, die Geldmittel, bezieht und nicht auf das gesamte Vermögen. Er eignet sich speziell für die Erörterung von Liquiditätsfragen.

### Bankbetriebslehre
In der Bankbetriebslehre werden bei Eigenmitteln der Kreditinstitute die Begriffe bilanzielles, ökonomisches und regulatorisches Kapital unterschieden. Bilanzielles Eigenkapital ist der Buchwert der Bilanzposition „Eigenkapital“ in der Bankbilanz, regulatorisches das nach § 10 KWG und § 10a KWG sowie Basel III zu ermittelnde Eigenkapital einschließlich Kapitalpuffer und ohne Geschäfts- oder Firmenwert. „Als ökonomisches Kapital bezeichnet man die Gesamtheit der Risikodeckungspotenziale, die mindestens vorgehalten werden muss, um selbst dann, wenn die vorab definierte Maximalbelastungssituation eintreten sollte, solvent zu bleiben“.

## Spezielle Kapitalbegriffe verschiedener Ökonomen

### Adam Smith
In Inquiry into the Nature and Causes of the Wealth of Nations begreift Adam Smith (1723–1790) Kapital als einen gewinnbringenden Vorrat. Wenn jemand einen hinreichend großen Vorrat besitzt, so dass er sich damit etwa über Monate oder Jahre hinweg erhalten kann, dann wird er meist einen Teil anwenden wollen, um ein Einkommen zu erzielen. Nur diesen Teil nennt Smith Kapital; der andere Teil, welcher unmittelbar konsumiert wird, bis Gewinne erzielt werden, ist kein Kapital. Wer keinen solchen Vorrat besitzt, kann nur seine Arbeitskraft verkaufen.

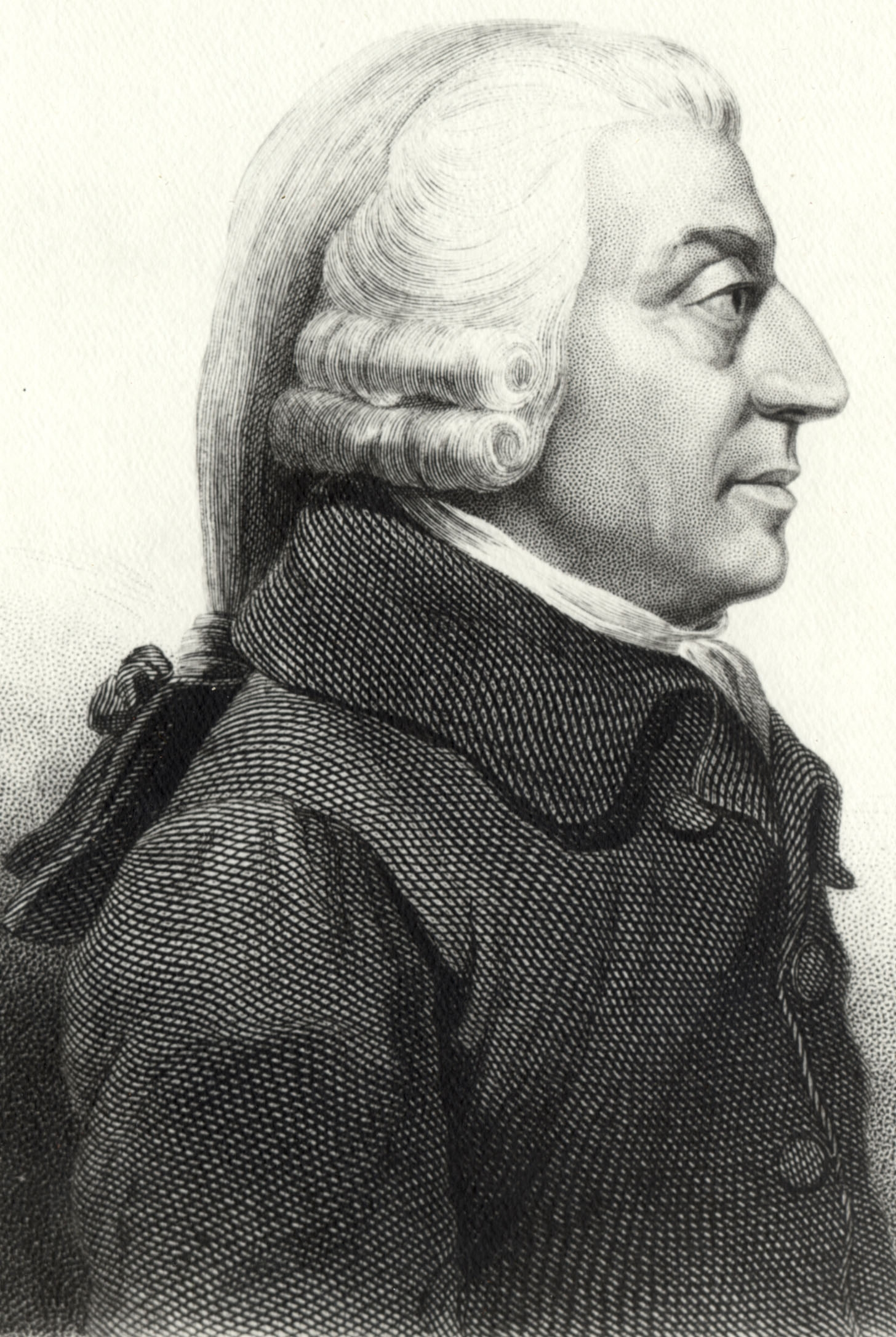
Adam Smith (1723–1790)

Smith wendet seinen Begriff auf Individuen und auf Gesellschaften an. Er bemerkt jedoch einen Unterschied. Ein Individuum kann einen Teil seines Gütervorrats, der für den unmittelbaren Konsum gedacht ist, als sein Kapital nutzen, indem es ihn verleiht, vermietet usw. Im Gegensatz dazu kann eine Gesellschaft nur dadurch vermögender werden, indem sie mehr produziert. In volkswirtschaftlicher Sicht ist der Umfang des Kapitalbegriffs somit auf Güter, die zur Produktion dienen, beschränkt.
Smith unterscheidet zwischen fixem Kapital und zirkulierendem Kapital. Ersteres muss seinen Besitzer bzw. seine Form nicht wechseln, um damit einen Profit zu erzielen; so etwa Kapital, das in Werkzeuge oder Maschinen investiert wird. Zirkulierendes Kapital hingegen muss seine Form bzw. seinen Besitzer wechseln; das betrifft etwa die Arbeitsmaterialien und Löhne wie auch das Handelskapital, wo Ware und Geld beständig gegeneinander getauscht werden müssen.
Der Vorrat einer Gesellschaft gliedert sich entsprechend in drei Teile. Das fixe Kapital umfasst nützliche Instrumente und Maschinen, profitable Gebäude, die der Produktion dienen, Landverbesserungen sowie die Talente und Fähigkeiten der Menschen. Zum variablen Kapital gehören die Vorräte der Produzenten oder Händler, die noch zu bearbeitenden Arbeitsmaterialien, unverkaufte fertige Produkte sowie das Geld, das notwendig ist, damit die Waren an die Konsumenten verteilt werden können. Beide Kapitalformen bedingen einander und gehen beständig ineinander über; sie dienen in letzter Instanz dem Erhalt und der Steigerung des Vorrats, der der unmittelbaren Konsumtion dient.
Kapital ist ein historisches Phänomen. So gab es Zeiten, als die Menschen sich selbst mit dem versorgten, was sie spontan fanden, anstatt Vorräte zu bilden, und nicht arbeitsteilig produzierten, sondern nur selten Güter tauschten; unter Bedingungen der Warenproduktion muss jedoch jeder Warenproduzent über einen Vorrat verfügen, um sich zu erhalten, bis sein Produkt fertig und getauscht worden ist. Wie Smith in seinen Glasgow Lectures bemerkte, konnten sich Kapitalbildung und Handel erst durch einen Bruch mit den feudalen Verhältnissen besser entfalten. Zuvor nahmen die Grundbesitzer den Bauern zu viel von deren Produkt, faulenzten oder bekriegten einander; die Händler fürchteten sich vor Gewalt und Raub.
Die zivilisierte Gesellschaft gliedert sich in drei Hauptklassen, nämlich Grundbesitzer, Arbeiter und Kapitalisten. Kapital stellt neben Arbeit und Grundbesitz eine der grundlegenden Einkommensquellen dar. Zu ihnen gehören die Einkommensarten Grundrente, Lohn und Profit für selbst angewandtes bzw. Zins für verliehenes Kapital. Oft bestellt der Grundbesitzer sein Land nicht selbst, sondern beschäftigt Arbeiter. Diese müssen einen Teil ihres Produktes an ihn abgeben, so dass er Grundrente bezieht. Die Landarbeiter haben oft keine Mittel, um sich bis zur Ernte zu versorgen. Sie arbeiten daher meist für einen Pächter, der sie versorgt und von ihrem Produkt einen Teil abzieht. Ähnliches gilt in vielen anderen Branchen: ein Kapitalbesitzer schießt den Arbeitern Material und Lohn vor, um einen Profit zu erzielen, indem er sich von dem Wert, den die Arbeiter dem Material zusetzen, einen Teil aneignet. Zwar gibt es beispielsweise auch Handwerker, die selbst einige Produktionsmittel besitzen, so dass Lohn und Profit zusammenfallen, aber Smith hält das für Ausnahmen. Die Verhältnisse zwischen den drei Klassen beschreibt Smith als konflikthaft. Nach Smith ringen die Kapital- und Grundbesitzer mit den Arbeitern um die Verteilung. Erstere behalten dabei meist die Oberhand, da sie sich leichter organisieren und mittels ihrer Vorräte länger erhalten können; zudem steht der Staat auf ihrer Seite, indem er den besitzenden Klassen nicht verbietet sich abzusprechen.
Der Kapitalprofit nimmt eine wichtige Rolle in Smiths Kostentheorie des Wertes ein. Smith hält Arbeit für das universelle Wertmaß für den Tauschwert einer Ware. Gemessen wird der Tauschwert in der Menge fremder Arbeit, die der Warenbesitzer mit seiner Ware kommandieren kann. Die Determinanten der Wertgröße verändern sich. Im Zustand, der dem Privatbesitz an Boden und der Kapitalakkumulation vorausging, besaß der Arbeiter sein ganzes Produkt. Die einzige Tauschwertdeterminante war die Mühe und Arbeit, die es für gewöhnlich kostete, eine Ware zu bekommen bzw. zu produzieren. Später, nach Aneignung von Land und Kapitalakkumulation, kommen weitere Regulatoren hinzu, nämlich Grundrente und Profit. Wenn jemand für einen Kapitalbesitzer arbeitet, muss der Warenpreis neben verbrauchtem Material und Lohn auch den üblichen Profit abdecken; die zur Produktion erforderliche Arbeit ist daher nicht mehr gleich der Menge fremder Arbeit, die man mit der Ware kaufen oder kommandieren kann. Den Profit fasst Smith als Durchschnittsprofit auf, der sich vom Arbeitslohn unterscheidet. Seine Höhe richtet sich nicht etwa danach, wie viel oder wie hart der Kapitalbesitzer leitet und überwacht, sondern nach der Höhe seines investierten Kapitals. Der natürliche Preis einer Ware deckt sich mit den natürlichen Erträgen der Faktoren Arbeit, Boden und Kapital, die in ihre Produktion eingehen und entsprechend durch die natürliche Lohn-, Renten- bzw. Profitrate bestimmt werden. Die Marktpreise, die sich um die natürlichen Preise bewegen, tendieren langfristig zu den natürlichen Preisen, indem Kapitalakkumulation und Konkurrenz dazu führen, dass Lohn, Grundrente und Profit zu ihren natürlichen Raten tendieren.
Die Kapitalakkumulation ist wesentlich, um den Reichtum eines Landes zu mehren. Um den Wert des Gesamtproduktes eines Landes zu steigern, braucht es typischerweise mehr Kapital, um mehr Arbeiter zu beschäftigen oder eine höhere Produktivität der Arbeit zu erzielen, die durch Arbeitsteilung bzw. bessere Maschinerie erreicht wird.
Smiths Vorstellungen von Kapital stehen in Zusammenhang mit seinen stoischen Überzeugungen. Demnach waltet ein göttlicher Plan im Universum, der zum Wohle des Ganzen und zu allgemeiner Harmonie tendiert und in dem jedes Ereignis seinen Platz und Sinn hat; der Mensch sollte diese Ordnung sich entfalten lassen. In Wealth of Nations überträgt Smith dieses Prinzip auf den Bereich der Wirtschaft: indem die Individuen ihre eigenen Interessen verfolgen, fördern sie unbeabsichtigt das Wohl der Allgemeinheit. Die sogenannte unsichtbare Hand wird unter anderem durch die Kapitalakkumulation vermittelt: dass die Kapitalbesitzer nach Profit streben, führt zu höherer Produktivität und zu höheren Reallöhnen; Kapital und Ressourcen werden optimal allokiert, da der Kapitalbesitzer sein Kapital in Branchen anlegen wird, wo er sich den meisten Profit erhofft, und da er in seiner Branche um des Profits willen im Rahmen seiner Möglichkeiten die beste Maschinerie und Arbeitsteilung einführen wird. Dem Staat weist Smith im Wesentlichen drei Aufgaben zu: den Schutz vor äußeren Feinden, Rechtspflege sowie die Aufgabe, nötige Infrastruktur und Bildungseinrichtungen zu schaffen, die der Einzelne nicht profitabel betreiben kann. Laut Smith kann sich die natürliche Ordnung auch gegen ihr zuwiderlaufende administrative Maßnahmen oder politische Beschränkungen durchsetzen.
Laut Eugen von Böhm-Bawerk habe Smiths volkswirtschaftlicher Kapitalbegriff den privatwirtschaftlichen zurückgedrängt und die gewöhnliche Bedeutung des wissenschaftlichen Terminus Kapital wesentlich geprägt. Zwar hätten Ökonomen den neuen volkswirtschaftlichen Begriff fruchtbar angewandt, aber Smith und seine Nachfolger hätten nicht klar genug gesehen, dass das Wort Kapital zwei ganz verschiedene Kapitalbegriffe meine: der volkswirtschaftliche Begriff behandle einen Produktionsfaktor und gehöre der Produktionstheorie an, wohingegen der privatwirtschaftliche Begriff eine Einkommens- bzw. Rentenquelle behandle und zur Verteilungstheorie gehöre.
Joseph Alois Schumpeter (1883–1950) kritisierte im Rahmen seiner Theorie der wirtschaftlichen Entwicklung, Smith habe nicht verstanden, dass Geld und Kapital eng miteinander zusammenhingen; vielmehr habe Smith erfolglos versucht, die Bedeutung des Geldes zu bagatellisieren.
Des Weiteren wurde an Smiths Kapitalbegriff oft bemängelt, dass der Status des Kapitalprofits unklar bleibt: einerseits soll der Profit dadurch entstehen, dass der Kapitalist sich einen Teil vom Wert, den der Arbeiter den Produktionsmitteln hinzufügt, aneignet; andererseits werden Lohn, Grundrente und Profit als eigenständige, voneinander unabhängige Determinanten der Wertgröße und als ursprüngliche Wertquellen behandelt. Ein weiterer Kritikpunkt ist, dass Smith noch nicht zwischen Unternehmergewinn und Kapitalzins unterschied.

### David Ricardo
David Ricardo (1772–1823) bestimmte in seinem Werk The Principles of Political Economy and Taxation, die Nationalökonomie muss die Gesetze entdecken, die regulieren, wie das gesellschaftliche Gesamtprodukt unter den drei Klassen, d. h. unter den Landbesitzern, den Kapitalbesitzern und den Arbeitern in der Form von Grundrente, Profit und Lohn verteilt wird.

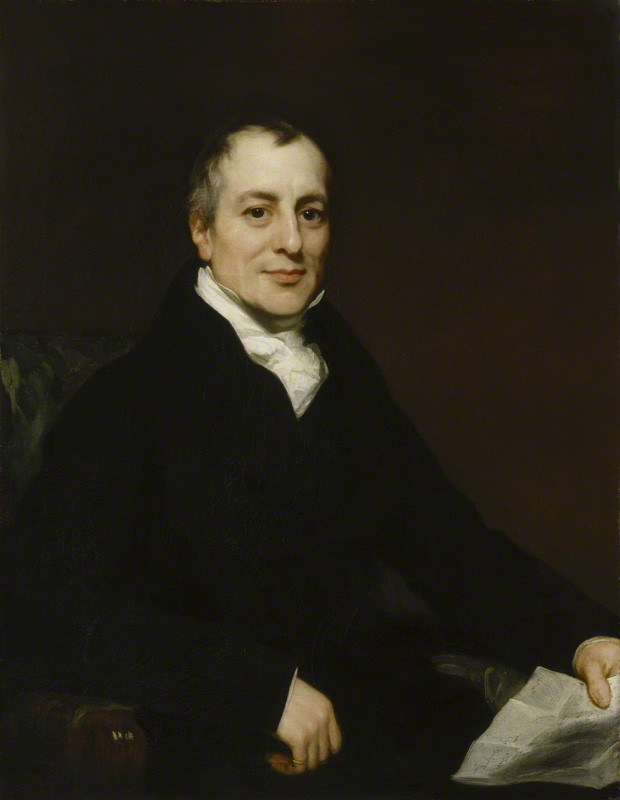
David Ricardo (1772–1823)

Ricardo fasste Kapital stofflich auf. Laut dem Kapitel On Wages umfasst der Kapitalbegriff denjenigen Teil des Wohlstands eines Landes, der in der Produktion angelegt und notwendig ist, damit die Arbeit wirken kann; das betrifft Nahrung, Kleidung, Rohmaterial, Werkzeuge, Maschinerie usw. Ricardo unterschied fixes und umlaufendes Kapital. Fixes Kapital besteht relativ lange, während zirkulierendes Kapital vergänglich ist und schnell ersetzt werden muss. Gebäude und Maschinen sind von relativ langer Dauer; dagegen besteht Kapital, das für Löhne und somit für Nahrung und Kleidung ausgegeben wird, in Waren, die relativ vergänglich sind. Laut Ricardo lässt sich keine völlig präzise Grenze zwischen beiden Begriffen bestimmen.
Der Kapitalprofit ist nach Ricardo nur ein Residualeinkommen: der Kapitalist bekommt vom produzierten Wert das, was übrigbleibt, nachdem Grundrenten- und Lohnzahlungen abgezogen sind. Der Profit tendiert langfristig dazu zu sinken. Da die Bevölkerungszahl steigt und die Produktivität der Landwirtschaft sinkt, steigt der Anteil der Grundrente am Sozialprodukt; die Löhne bleiben jedoch stabil. Wenn mehr Böden, die weniger fruchtbar sind, bebaut werden, tendiert der Kapitalprofit gen Null. Da der Profit jedoch der einzige Zweck ist, weshalb Kapital gebildet wird, wird die Kapitalbildung schon vorher eingestellt. Bevölkerungswachstum und Reichtumsbildung werden dann stagnieren.
Ricardo entwickelte keine einheitliche Theorie darüber, woher der Zins kommt. Es finden sich Ansätze einer Abstinenztheorie. Der einzige Zweck, weswegen der Kapitalist spart, ist der Kapitalzins. Ferner weist Ricardo auch auf temporäre Aspekte der Wertbildung hin. Wenn ein Kapitalist sehr lange Kapital anwenden muss, um ein bestimmtes Gut zu produzieren, dann ist dessen Wert größer als der Wert von Gütern, für die Kapital relativ kurzfristig angewandt werden muss. Sie werden für die Zeit, in der sie keinen Gewinn realisieren können, durch den Wertunterschied entschädigt. Des Weiteren wollte Ricardo Kapital als bereits geleistete Arbeit auffassen, um somit eine einheitliche Arbeitswerttheorie begründen zu können; an diesen Punkt konnten Ausbeutungstheoretiker anknüpfen.

### Karl Marx
Laut Karl Marx (1818–1883) ist Kapital prozessierender Wert. Marx fasst dessen Bewegung mit der allgemeinen Formel G – W – G' (Geld – Ware – mehr Geld). Mit Geld werden Waren gekauft, um diese gewinnbringend zu verkaufen. Geld sei wesentlich für die Kapitalbewegung. Der Warenwert erfordere eine eigenständige Gestalt, in der seine Identität konstatiert werden könne.

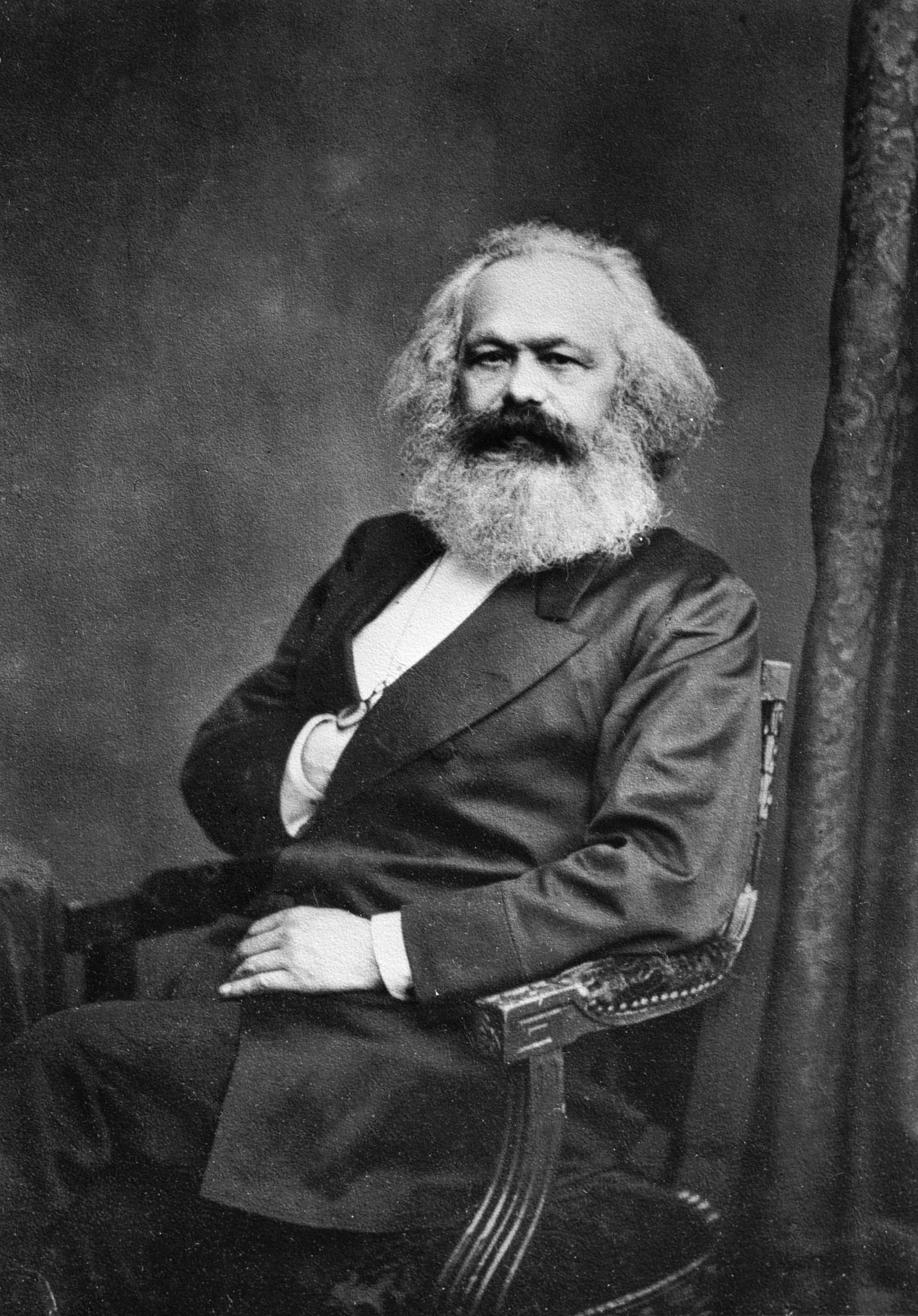
Karl Marx (1818–1883)

Um die Charakteristika dieser Bewegungsform zu verdeutlichen, vergleicht sie Marx mit der einfachen Zirkulation W – G – W (Ware – Geld – Ware). Im letzteren Fall besitzt jemand eine Ware, verkauft sie gegen Geld, um damit eine Ware zu kaufen, die er konsumieren möchte. Eine solche Zirkulationsform ist auf etwas Äußeres gerichtet: das Bedürfnis des Tauschenden verleiht der Bewegung ein Maß und sie endet, wenn der Tauschende sein Bedürfnis befriedigt hat. Im Gegensatz dazu entbehrt die Kapitalbewegung eines solchen äußeren Punktes. Sie beginnt und endet mit Geld. Sie ist prinzipiell endlos wie maßlos und wird zum Selbstzweck.
Marx begreift den Kapitalisten als personifiziertes Kapital. In seiner Eigenschaft als Kapitalist leiht er dem Kapital sein Bewusstsein und seinen Willen. Das Kapital ist das automatische Subjekt, das die Kapitalbewegung leitet. Dass der Kapitalist danach strebt, sein Kapital möglichst hoch zu verwerten, ist primär strukturell begründet: er muss sicherstellen, dass er viele Mittel hat, damit er sein Unternehmen modernisieren kann, um gegen seine Konkurrenten bestehen zu können.
Die Differenz von G' und G bezeichnet Marx als Mehrwert. Eine notwendige Quelle des Mehrwerts ist, dass Kapitalisten auf den Arbeitsmärkten doppelt freie Arbeiter finden. Diese dürfen ihre Arbeitskraft verkaufen und Verträge schließen, andererseits sind sie frei von Produktionsmitteln, so dass sie ihre Arbeitskraft verkaufen müssen, um ihren Lebensunterhalt zu bestreiten. Nur industrielles Kapital kann Mehrwert erzeugen. Dazu beutet der industrielle Kapitalist produktive Arbeiter aus, die mehr Wert produzieren, als sie in Form von Lohn erhalten. Das Handelskapital und das zinstragende Kapital können sich Mehrwert nur aneignen.
Das Kapital nimmt quasi-religiösen Charakter an. Grundstrukturen der kapitalistischen Produktionsweise führen zur Mystifikation des Lohnes und des Profits, so dass die Ausbeutung schwerer erkennbar wird. Neben dem Waren- und Geldfetisch gibt es auch einen Kapitalfetisch: zwar ist es die menschliche Arbeit, die neuen Wert schafft und deren Produktivkraft beispielsweise mittels neuer Technologien gesteigert wird, aber es erscheint so, als ob diese Kräfte dem Kapital zukämen. Die Mystifikationen und Fetischismen hängen zusammen und gipfeln in der sogenannten trinitarischen Formel.
Da Marx Kapital wesentlich dynamisch auffasst, erscheint die Dichotomie von Gleichgewicht und Ungleichgewicht nicht darauf anwendbar zu sein. Die Kapitaldynamik tendiert jedoch in bestimmte Richtungen. Der Imperativ der größtmöglichen Kapitalverwertung bewegt die Kapitalisten zur Steigerung des absoluten und relativen Mehrwerts. Im zweiten Falle streben sie nach Extramehrwert bzw. Extraprofit, indem sie die Produktivkraft der Arbeit durch neue Produktionsweisen bzw. vor allem durch neue Maschinerie erhöhen. Dieser Prozess tendiert zu Krisen, da die Tendenz besteht, die Produktion auszudehnen, während zugleich die Konsumtion systematisch beschränkt wird. Mit der Anwendung von Wissenschaft und Technik im Produktionsprozess steigt die Kapitalzusammensetzung. Die Steigerung des relativen Mehrwerts und die Steigerung der Kapitalzusammensetzung sind wichtige Faktoren für die Tendenz zum Fall der allgemeinen Profitrate. Im Zuge der Akkumulation wächst das Kreditsystem, das die Kapitalverwertung strukturell bestimmt. Konkurrenz und Kreditsystem fördern die Verschmelzung eigenständiger Einzelkapitale (Zentralisation).
Einerseits bietet die kapitalistische Produktionsweise die Möglichkeit, den Lebensstandard zu erhöhen. Andererseits tendiert die Logik der Profitmaximierung dazu, ihre Grundlagen bzw. Natur und Arbeiter zu untergraben.
Marx betrachtet Kapital als ein historisch-spezifisches Phänomen. Ware und Geld gab es vor dem Kapital. Das Handelskapital und das zinstragende Kapital gingen dem industriellen Kapital historisch voraus. Dass die Produktion überwiegend kapitalistisch betrieben wird, hält Marx für ein Merkmal der Neuzeit. Das industrielle Kapital wird zur ökonomischen Form, welche die anderen dominiert. Eine wesentliche historische Grundlage dafür ist, dass eine Klasse von doppelt freien Arbeitern entsteht. Diesen Prozess bezeichnet Marx als ursprüngliche Akkumulation. Indem sich die Lohnarbeit verallgemeinert, nehmen alle oder die meisten Arbeitsprodukte Warenform an. Darin erblickt Marx ein Spezifikum der kapitalistischen Produktionsweise. Zudem betrachtet er diese Produktionsweise insofern als historisch, als dass diese sich selbst negieren und die Voraussetzungen für eine kommunistische Gesellschaft schaffen werde.
Die marxistische Analyse ist in der neoklassischen Theorie nicht weiter verfolgt worden und spielt in der modernen Volkswirtschaftslehre keine bedeutende Rolle. Im Gegensatz zu Marx' Arbeitswerttheorie vertreten neoklassische Theoretiker eine Grenznutzentheorie des Wertes und begreifen Geld als neutral; Krisen werden nicht aus wirtschaftsimmanenten Dynamiken, sondern mittels externer Faktoren erklärt, die den Marktmechanismus, der zum Gleichgewicht tendiert, stören. Konjunkturtheoretiker wie Joseph Alois Schumpeter (1883–1950) griffen auf Marx' Auffassung von der Dynamik des Kapitals zurück (Theorie der wirtschaftlichen Entwicklung).

### Joseph Alois Schumpeter
Joseph Alois Schumpeter (1883–1950) bestimmte seinen Kapitalbegriff in Theorie der wirtschaftlichen Entwicklung rein funktional. Kapital ist ein Herrschaftsinstrument, mit dem der Unternehmer über diejenigen Güter herrschen kann, die er für seine Innovationen braucht. Es kann sich im Falle der Güter beispielsweise um Land, Werkzeuge, Maschinen oder Arbeitsleistungen handeln. Schumpeters Kapitalbegriff ist monetär. Kapital besteht in Zahlungsmitteln, mit denen der Unternehmer auf dem Markt die benötigten Güter kaufen kann; die gekauften Güter selbst sind kein Kapital. Geld ist demnach nicht bloßes Tauschmittel, sondern erlangt Kapitalfunktion.

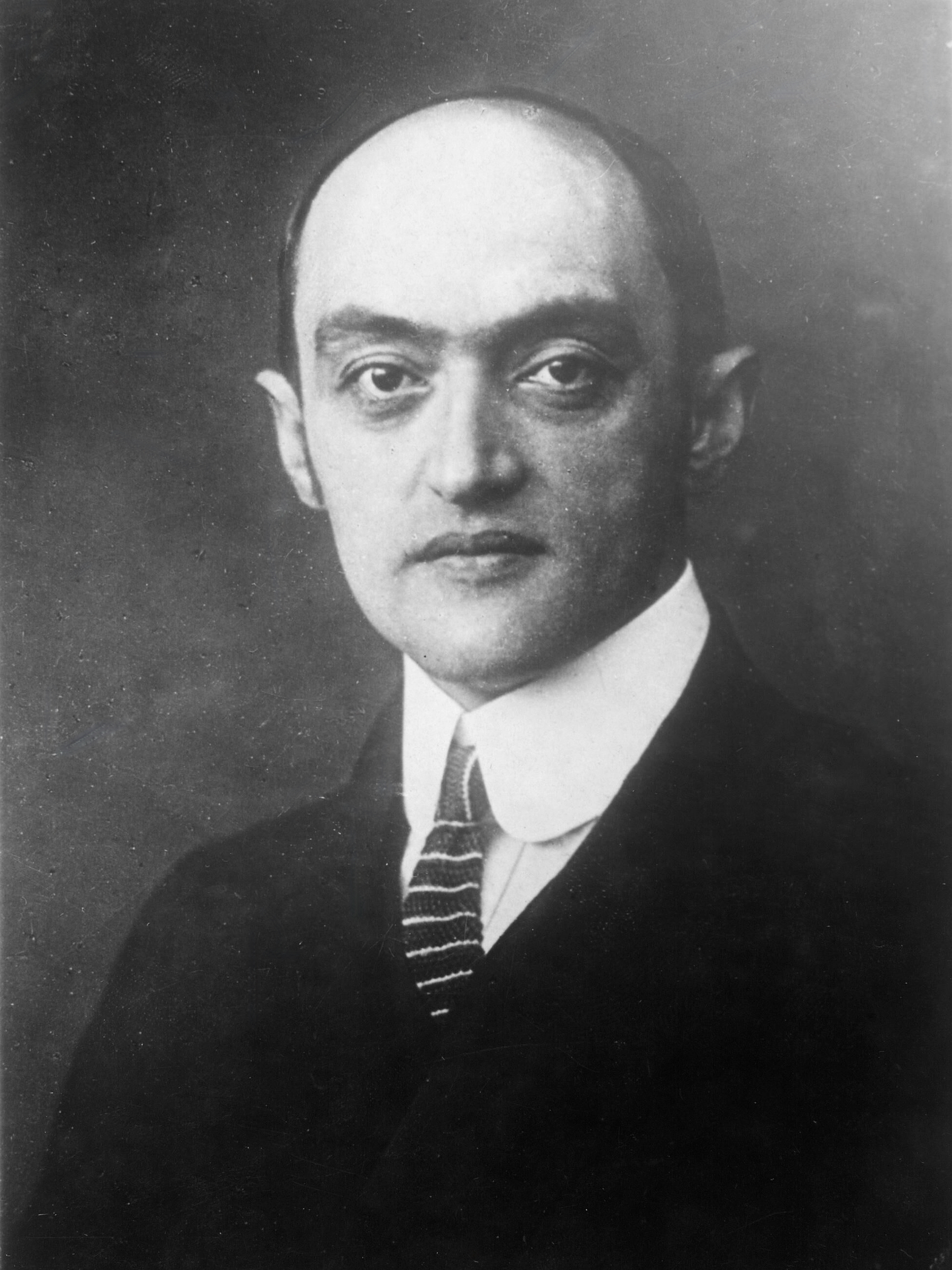
Joseph Schumpeter (1883–1950)

Die Unternehmerfunktion besteht nur darin, Innovationen einzuführen. Der Unternehmer als solcher muss kein Kapitalbesitzer sein, der sein eigenes Vermögen riskiert; er muss auch nicht aus einer bestimmten Klasse kommen und ist auf keine Gesellschaftsform festgelegt. Er muss auch kein Erfinder sein. Zu den Innovationen zählen im Wesentlichen neue Waren, neue Produktionsweisen, neue Rohstoffquellen und Absatzmärkte sowie die Neuordnung einer Industrie, wie z. B. durch Herstellung oder Zerbrechen eines Monopols. Der Kapitalist als solcher stellt dafür sein Kapital bereit und übernimmt das Risiko.
Im bewussten Gegensatz zu den Gleichgewichtsbetrachtungen der Neoklassik bzw. von Léon Walras (1834–1910) konzipiert Schumpeter Kapital als ein Phänomen der Entwicklung. Es ermöglicht Innovationen und somit den zentralen Impuls der kapitalistischen Wirtschaft. Dadurch verändert sich das Wirtschaftsleben aus sich selbst heraus auf spontane und diskontinuierliche Weise, so dass Ungleichgewichte entstehen. Die Innovation ist das wesentliche Moment in der Konkurrenz. Durch sie verändert sich auch die Zusammensetzung der bürgerlichen Klasse: erfolgreiche Unternehmer konkurrieren oft andere nieder und sie bzw. ihre Familie steigen in höhere Schichten auf; die bloßen Verwalter von ererbten Vermögen hingegen verschwinden meist nach einigen Generationen.
Kapital erfordert eine Verkehrswirtschaft, d. h. eine Volkswirtschaft, die durch Privateigentum, Arbeitsteilung und Konkurrenz gekennzeichnet ist. Die zur Innovation erforderlichen Güter werden mittels Geld, das Kapitalfunktion erlangt, über den Markt vom Herrschaftsbereich einer Privatwirtschaft in einen anderen transferiert; es kann in diesem Sinne nur Privatkapital geben. Von einem Sozialkapital kann man nur sinnvoll sprechen, wenn man darunter ein rechnerisches Aggregat der einzelnen Privatkapitale versteht. Das Spezifikum einer kapitalistischen Wirtschaft ist, dass mittels Kredit die zur Innovation erforderlichen Güter transferiert werden. Im Gegensatz dazu stehen sozialistische oder kommunistische Gesellschaften. In diesen gibt es kein Kapital in diesem Sinne. Durch Befehl oder Übereinkunft der Beteiligten werden die für die Innovation erforderlichen Produktionsmittel aus einem Bereich abgezogen und in einen anderen transferiert.
Aus Kapitalismus, Sozialismus und Demokratie geht hervor, dass Schumpeter Kapital als ein historisches Phänomen betrachtete. Die kapitalistische Dynamik selbst führe zur Automatisierung des Fortschritts und folglich dazu, dass die Unternehmerfunktion an Bedeutung verlieren werde. Der Unternehmer als Abenteurer, der seiner Intuition folge, werde zunehmend durch Spezialisten ersetzt, die routiniert und sicher berechnend etwas erfänden; an die Stelle der willensstarken Persönlichkeit, die einer Vision folge, werde rationalisierte und spezialisierte Büroarbeit treten. Die Einkommen der industriellen Kapitalisten würden zu Gehältern für normale administrative Arbeit in riesigen stark bürokratisierten Industrieeinheiten; die Kapitalistenklasse werde ihre Erträge und Funktion einbüßen. Die kapitalistische Wirtschaft werde sich langfristig in eine sozialistische transformieren.

## Kapitalbegriffe in der Soziologie
In der mehrdimensionalen Kultursoziologie von Pierre Bourdieu gibt es für Kapital mehrere Erscheinungsformen. Er ist der Meinung, dass der Austausch von Waren nur eine bestimmte Art unter diversen möglichen Formen von sozialem Austausch sei. Als Kapital bezeichnet er allgemein die Ressourcen, die den Menschen für die Durchsetzung ihrer Ziele zur Verfügung stehen, also die Voraussetzungen, die sie mitbringen in den Kampf auf den sozialen Feldern um ihre Position im sozialen Raum. Er nennt daher folgende Formen von Kapital: ökonomisches Kapital, kulturelles Kapital, soziales Kapital und symbolisches Kapital.
Ökonomisches Kapital ist nach Bourdieu materieller Reichtum, also z. B. der Besitz von Geld, Produktionsmitteln, Aktien und Eigentum, welcher z. B. durch Eigentumsrechte institutionalisiert ist: Das, was man auch im herkömmlichen Sinn unter Kapital versteht. Bourdieu ist der Meinung, dass ökonomischem Kapital in der heutigen Zeit zwar noch eine große Bedeutung zukommt, politische und gesellschaftliche Macht aber auch von anderen Einflüssen abhängig ist. Denn ökonomisches Kapital für sich allein kann keine Machtposition mehr garantieren, nur in Verbindung mit den beiden anderen Kapitalformen (soziales und kulturelles Kapital) kann damit wirkliche Macht ausgeübt werden.
Das kulturelle Kapital ist Bourdieu dabei besonders wichtig. Für ihn ist es dasjenige Kapital, über welches ein Mensch aufgrund seiner schulischen und außerschulischen Bildung verfügt, daher versteht er unter diesem Begriff vor allem Bildungskapital. Das kulturelle Kapital ist durch Familientradition vererbbar, wird also innerhalb einer Familie an die Kinder weitergegeben. Damit ist auch ein bestimmter Habitus verbunden. Der „Besitz“ von kulturellem Kapital ist auch von ökonomischem Kapital abhängig, da beispielsweise Schulbildung irgendwie finanziert werden muss.
Bourdieu unterscheidet zwischen verschiedenen Teilformen des kulturellen Kapitals:
Inkorporiertes Kulturkapital
Mit Inkorporation ist die Verinnerlichung des kulturellen Kapitals gemeint; Die Aneignung von kulturellem Kapital ist in diesem Fall also ein Prozess, bei dem Kultur in den Körper inskribiert wird. Somit sind dies kulturelle Fähigkeiten und Fertigkeiten, sowie Wissensformen, die körpergebunden sind, also Bildung. Der Faktor Zeit spielt dabei eine große Rolle, da die Inkorporation, die von jedem Einzelnen immer wieder neu zu vollziehen ist, Zeit bedarf. Da z. B. nicht jede Familie gleich viel investieren kann in die Bildung ihrer Kinder, fördert diese Kapitalform soziale Ungleichheiten.
Objektiviertes Kulturkapital
Laut Bourdieu sind mit objektiviertem Kulturkapital kulturelle Güter gemeint, wie z. B. Gemälde oder Bücher. Der Erwerb solcher kultureller Güter ist stark an das ökonomische Kapital gebunden. Denn zum Kauf beispielsweise eines Gemäldes wird ökonomisches Kapital benötigt; das bewirkt aber zunächst nur einen Wechsel des Eigentumsrecht. Erst wenn man die eigentliche Bedeutung und den Sinn dieses Gemäldes versteht, kann man von objektivierten kulturellem Kapital sprechen.
Institutionalisiertes Kulturkapital
Die Institutionalisierung von kulturellem Kapital existiert in Form von schulischen Titeln und Bildungszertifikaten, wie z. B. Mittlere Reife, Abitur, Universitätsabschluss (Diplom, Master…). „Der schulische Titel ist ein Zeugnis für kulturelle Kompetenz, das seinem Inhaber einen dauerhaften und rechtlichen garantierten konventionellen Wert überträgt“ (Bourdieu, 1983).
Institutionalisierung durch akademische Titel ist wiederum eng verbunden mit ökonomischem Kapital. Während der Zeit der Ausbildung muss erstmal viel ökonomisches Kapital (und Zeit) investiert werden, doch nach Erwerb eines Bildungstitels lässt sich dieses kulturelle Kapital auch in ökonomisches Kapital verwandeln, da u. a. mit höheren Einkommen zu rechnen ist.
Die dritte Kapitalform, die Bourdieu einführt, ist das soziale Kapital. Bourdieu meint damit die Beziehungen, auf die ein Individuum zurückgreifen kann. Das bedeutet, dass man ein dauerhaftes Netzwerk, welches aus von mehr oder weniger institutionalisierten Beziehungen zu anderen Individuen besteht, ausnutzen kann. Somit ist das soziale Kapital eine Ressource, die auf der Zugehörigkeit zu einer Gruppe beruht und die den Individuen Zugang zu den Eigenschaften des gesellschaftlichen und sozialen Lebens bietet, wie z. B. Hilfeleistungen, Unterstützung, Anerkennung. Soziales Kapital funktioniert rein immateriell und symbolisch, sodass Bourdieu diese Kapitalform auch als symbolisches Kapital bezeichnet. Mit dem soziologischen Begriff Soziales Kapital bezeichnet Pierre Bourdieu (1983) die Gesamtheit der aktuellen und potentiellen Ressourcen, die mit der Teilhabe an dem Netz sozialer Beziehungen gegenseitigen Kennens und Anerkennens verbunden sind. Im Gegensatz zum Humankapital bezieht sich das soziale Kapital nicht auf natürliche Personen an sich, sondern auf die Beziehungen zwischen ihnen.
Das symbolische Kapital ist allgemein eine den anderen drei Kapitalformen übergeordnete Ressource. Sie kommt zustande durch gesellschaftliche Anerkennung und wirkt als Prestige oder Renommee. Das institutionalisierte kulturelle Kapital in Form von Bildungstiteln ist so immer auch symbolisches Kapital, da es von den anderen Individuen der Gesellschaft anerkannt wird. Soziales Kapital ist immer auch symbolisches Kapital, da es auf Anerkennung angewiesen ist, um als Machtmittel einsetzbar zu sein. Das symbolische Kapital verleiht einem Individuum im weitesten Sinne Kreditwürdigkeit, die einem zusteht aufgrund der Zugehörigkeit zu einer bestimmten Gruppe. Besitzer von symbolischem Kapital genießen somit Ansehen und damit ein bestimmtes Prestige.
Nach Bourdieu sind die verschiedenen Kapitalformen grundsätzlich gegenseitig konvertierbar und transferierbar. Ihnen fällt dabei allerdings unterschiedliche Gewichtung bei. In kapitalistischen Gesellschaften z. B. spielt das ökonomische Kapital eine besonders wichtige Rolle, während in traditionelleren Gesellschaften etwa symbolisches Kapital (Ansehen) mehr gilt. Andererseits lässt sich die Aneignung von inkorporiertem Kulturkapital (etwa Klavierspielenlernen) nicht delegieren. Auch die zu seiner Aneignung notwendige Zeit lässt sich nur – etwa durch das Anheuern der besten Lehrer – bis zu einem gewissen Grad verkürzen (Bourdieu, 1983).
Weitere, nicht von Bourdieu geprägte Kapitalformen (Werte als Folge zunehmender Unschärfe) liegen in Informationen und Verbindungen:
geistiges Kapital
Summe dessen, was ein Mensch oder ein Unternehmen weiß, wie man sein Wissen einsetzt und wie schnell man neues Wissen erwirbt. Ein konkreter Bestandteil des geistigen Kapitals ist das geistige Eigentum.
menschliches Kapital
zwischenmenschliche Beziehungen. In Organisationen spricht man vom Humankapital.
strukturelles Kapital
die gesamten Systeme, Verfahren und Strategien, die durch Erfahrung entstanden sind.

## Kapitalbegriffe im Antisemitismus
Der kapitalismuskritische Antisemitismus, der in Deutschland nach dem Gründerkrach von 1873 entstand, basierte auf der Dichotomie zwischen einem „schaffenden“ und einem „raffenden“ Kapital. Ersteres war positiv konnotiert und wurde mit Ehrlichkeit, harter Arbeit und Deutschtum assoziiert. Es wurde in Landwirtschaft, Handwerk und Industrie vermutet. Ihm wurde das negative „raffende“ Finanzkapital gegenübergestellt, das als jüdisch imaginiert wurde und seinen Ort an der Börse hätte. Es war mit Schacher, Wucher und Schmarotzertum assoziiert. Das Ideologem vom jüdischen getter, der vom amerikanischen maker schmarotze, ist zentral in Henry Fords Werk The International Jew, das 1920 bis 1922 in vier Bänden erschien.
Im Nationalsozialismus spielte diese Unterscheidung eine zentrale Rolle. Bereits 1919 erklärte der Wirtschaftstheoretiker Gottfried Feder, dass das schaffende Kapital sinkende Erträge verzeichne, während der Banksektor exponentiell wachsen würde. Aus dieser Disparität prognostizierte er, dass das Industriekapital nach wenigen Jahren in die Bedeutungslosigkeit versinken und eine „mammonistische“ neue Weltordnung die Souveränität der Staaten durch eine geheime internationale Geldmacht zerschmettern würde. Als Beleg führte er eine angebliche Verheißung des „Judengottes Jahwe“ an sein Volk an, es werde über alle Völker der Erde herrschen. Namentlich in Deutschland würde diese „Goldene Internationale“ Industriekapital, Arbeiter und Steuerzahler versklaven. Dagegen empfahl er die „Brechung der Zinsknechtschaft“: Die Banken sollten verstaatlicht, alle internationalen Finanzbeziehungen abgebrochen und ein zinsloses Freigeld eingeführt werden.
Feders Ideen flossen in das 25-Punkte-Programm der NSDAP von 1920 ein, in dem unter anderem die „Abschaffung des arbeits- und mühelosen Einkommens“ gefordert wurde. Adolf Hitler bedankte sich in Mein Kampf bei Feder dafür, dass er ihm den Unterschied zwischen dem „reinen Kapital als letzte[m] Ergebnis der schaffenden Arbeit“ und dem „Kapital, dessen Existenz und Wesen ausschließlich auf Spekulation beruhen,“ nahegebracht habe: Diese Erkenntnis sei eine grundlegende Voraussetzung zur Gründung der NSDAP gewesen. Die Nationalsozialisten führten während der Weimarer Republik Reparationen, Börsenkräche und alle Probleme der modernen Wirtschaft auf den, wie Feder schrieb, „beweglichen raffenden Geist“ der Juden zurück, dem er den „ursprünglichen schaffenden und schöpferischen Geist“ der Deutschen gegenüberstellte. 1930 hieß es in einem Bericht des Berliner Polizeipräsidenten, diese Unterscheidung sei „Gemeingut aller Nationalsozialisten“. Bernhard Köhler, der Leiter der Kommission für Wirtschaftspolitik der NSDAP in München, fasste 1936 zusammen, die „volkszerstörende Wirtschaft“ der Vergangenheit sei weder Liberalismus noch Marxismus gewesen, „kein Ismus links oder Ismus rechts, sondern kurz und bündig: Der Jude“. Mit dem Ideologem vom „schaffenden“ und „raffenden“ Kapital anthropomorphisierten die rechtsradikalen Kapitalismuskritiker das Kapital, das heißt, es wurde nicht als abstrakter ökonomischer Strukturzusammenhang wahrgenommen, sondern als konkrete Menschen. Diese wurden auf ihre Funktion als Besitzer des Kapitals reduziert und damit entmenschlicht. Sie galt es auszuschalten, um als negativ empfundene Folgen des Kapitalismus zu bekämpfen.
Die Unterscheidung zwischen „schaffendem“ und „raffendem Kapital“ findet sich in der Gegenwart noch implizit oder explizit in Argumentationen Rechtsradikaler, so etwa bei Horst Mahler oder Björn Höcke. Laut Thomas Haury lässt sich eine solche Konstruktion des Eigenkollektivs über sein spiegelverkehrtes Gegenbild anhand der binären Scheidung „schaffendes/raffendes Kapital“ auch bei der politischen Linken finden.
Laut der italienischen Philosophin Donatella Di Cesare wird diese Unterscheidung erneut in modernen Verschwörungstheorien bemüht, in denen als Sinnbild des Bösen die soziale Figur des Bankiers steht. Ihm wird ein Bündnis mit internationalen Kräften angedichtet, was ihn zu einem bedrohlichen, unassimilierbaren Fremden mache, „untermenschlich und übermenschlich zugleich: ein metaphysischer Jude“. Als solche werden etwa die Familie Rothschild oder George Soros identifiziert.

## Wirtschaftliche Aspekte
Damit der Produktionsfaktor Kapital als Wirtschaftsobjekt überhaupt gehandelt werden kann, muss er unter anderem auch Faktormobilität aufweisen. Von allen Produktionsfaktoren ist Kapital der mobilste, es folgt der Faktor Arbeit, dessen Mobilität in der Arbeitsmobilität zum Ausdruck kommt. Dem Boden fehlt eine wesentliche Form der Mobilität, denn er ist naturgemäß dauerhaft an einen Standort gebunden und deshalb unbeweglich (daher der Begriff Immobilien). Die Kapitalmobilität zeigt sich darin, ob Kapital bei Risikoneutralität der Anleger in alle Anlageformen umgewandelt werden kann, eine Risikoprämie von null aufweist und eine ungedeckte Zinsparität vorhanden ist. Eine vollkommene Faktormobilität führt dazu, dass durch sie über den Marktmechanismus ein Marktgleichgewicht auf den Faktormärkten und ein gleich hohes Faktoreinkommen bewirkt wird. Die Kapitalmobilität gibt den Grad der Verflechtung der Finanzmärkte (Devisen-, Geld-, Kapital- und Kreditmärkte) an. Die Mobilität des Kapitals zeigt sich vor allem im Auslandszahlungsverkehr, Interbankenhandel, Kapitalexport, Kapitalimport und internationalen Kreditverkehr. Ziel der Kapitalmobilität ist es, die höchsten Kapitalerträge oder die niedrigsten Kreditkosten zu realisieren.